# Kuroshio

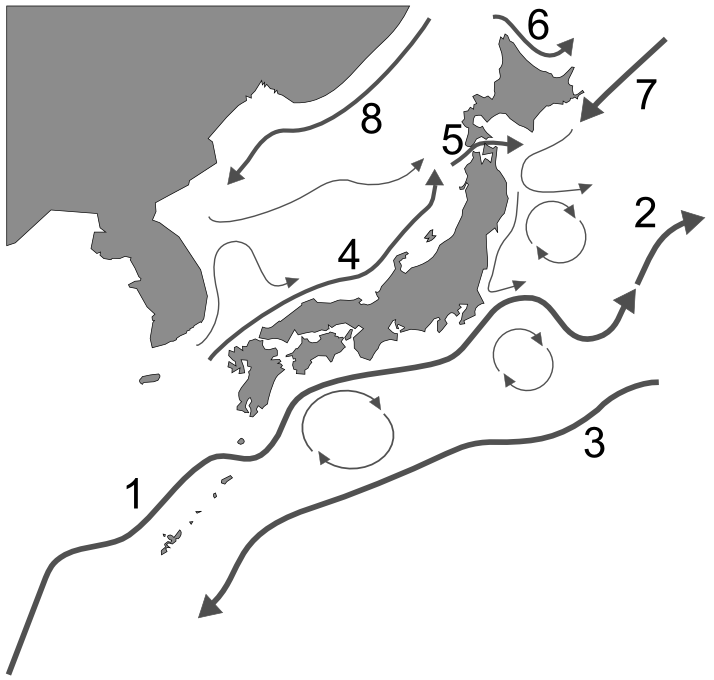
De havsströmmar som omger de japanska öarna: 1. Kuroshio 2.Kuroshios förlängning 3. Kuroshiomotströmmen 4. Tsushimaströmmen 5. Tsugaruströmmen 6. Sōyaströmmen 7. Oyashio 8. Limanströmmen

Kuroshio (jap. "svarta strömmen"), Japanströmmen, är världens näst största havsström, efter Antarktiska cirkumpolarströmmen. Den börjar i västra Stilla havet, utanför Taiwans östkust och flyter åt nordost förbi Japan, där den möter kallströmmen Oyashio och förenar sig med den ostgående Norra stillahavsströmmen. Grenen in i Japanska havet kallas Tsushimaströmmen.
Strömmen tillförs vatten österifrån genom västintensifiering och når maximalt 50–60 miljoner m³/s. Hastigheten är som högst 2 m/s, och den maximala bredden är 80–100 km. Ur vattnet som strömmen för fram planerar Japan att inleda utvinning av uran; sammanlagt finns 4,5 miljarder ton uran löst i oceanernas vatten, och Japan har hittills importerat allt sitt uran (för användning i kärnkraftverk).
Kuroshio är en västlig randström i en subtropisk virvel som den begränsar tillsammans med Norra stillahavsströmmen i norr, Californiaströmmen i öster och Norra ekvatorialströmmen i söder. På samma sätt som Golfströmmen i Atlanten (en annan västlig randström) transporterar den varmt vatten från tropikerna norrut till polarregionerna. Kuroshios varma vatten uppehåller de japanska korallreven, som är de nordligaste i världen.